# Sysselmænd i Norge
En sysselmand var kongens fremmeste (højeste vurderede) ombudsmand i syslet, som fra anden halvdel af 1100-tallet var de administrative enheder, Norge blev opdelt i.
Statholderen sørgede for, at kongens indtægter kom ind (i form af både skatter og bøder), og han havde vigtige opgaver inden for retsvæsenet (men selv dømte kun i ekstraordinære sager). Han blev betalt af de pålagte bøder og opkrævninger. Syslet og bispedømmet havde identiske grænser.

## Historisk
Traditionelt har Kong Sverre fået hovedæren for indførelsen af sysselmandombudet, og Sverres saga fremstiller dem som en vigtig del af hans lokale styre. Men ifølge sagaen udnævnte Magnus Erlingsson også sysselmænd, som er nævnt i Magnus-teksten til provinslovene, selvom dette kan være en senere indgang i teksten. Efter at Harald Maddadsson i Hjaltland støttede øyskeggene's oprør i 1193/94, måtte han til deres nederlag underkaste sig kong Sverre under meget barske forhold i Bergen i 1195. Hjaltland blev norsk skatteland, og Sverre sikrede sig halvdelen af Orkneyøerne. For første gang kom den norske konges statholdere til øerne. Men efter Sverres død, lod Maddadsson en sysselmand dræbe og markerede derved hans styre over øerne, indtil hans død i 1206.
Helt tilbage til 1170'erne var statholderen kongens fremmeste repræsentant i distrikterne med større autoritet end tidligere lendmann og årmann. I slutningen af 1200-tallet havde sysselmanden fuldstændig overtaget de hidtidige funktioner som lendmann og årmand. Ifølge sagatraditionen fandtes der sysselmænd fra 1000-tallet, i Hålogaland fra Harald Hårfagres tid. sysselmandens tætte tjenesteforhold til kongen fremgår af, at sysselmænd ofte blev sat til at lede distrikter, de ikke var hjemmehørende i. I Magnus Lagabøtes lovgivning varetog sysselmandene tre hovedfunktioner: Håndhævelse af loven, ledelse af militæret og opkrævning af Ledings skat og grundskyld. De gjorde også brug af kongens forkøbsret til fremmede goder. Fra Magnus Lagabøtes tid blev ordet "len" brugt om amtmandens ombudsmandskreds, som ellers hed "sysle". Dette var en regnskabsproces, hvor sysselmanden skulle indsende et årligt regnskab for "øyres" (skatteydere, fast indkomst) og en liste over veitsler og domme i større retssager.
I byerne varetog en gjaldker kongens interesser med udgangspunkt i Bjarkøretten. Sysselmanden fik hjælpere, lensmænd. Eirik Magnusson antog i 1280, at der ikke skulle være flere lensmænd end én til hver statholder. Håkon V Magnusson lovfæstede i 1293, at lensmænd skulle vælges blandt "gode bønder", ikke blandt kongens "mandsmænd", som tidligere var sket. Håkon V var klar over, at svindlede mænd "er hævngerrige og fulde af tricks til at belaste kotkarlen". Det blev han mindet om efter et bondeoprør i Opplandene i slutningen af 1290'erne, som siges at være forårsaget af kongens mænds misbrug og hensynsløshed over for almuen. Et vedvarende problem under Håkon V's regeringstid var, at sysselmænd og lensmænd opkrævede bøder uden lov og dom, tog bestikkelse for at fremme nogens sag og hindre andres, og endda nægtede at svare til loven, når der blev klaget over deres adfærd.

## Moderne tid
I forbindelse med den norske besættelse i 1932 af det østlige Grønland blev der oprettet en sysselmandembede i Eirik Raudes Land, som blev besat af Helge Ingstad. Året efter trak Norge sig fra området efter at have tabt en sag mod Danmark ved Den Faste Domstol for Mellemfolkelig Retspleje i Haag.
Efter at Jan Mayen blev norsk land i 1930, blev sysselmanden på Svalbard også sysselmand i Jan Mayen. Den geografiske afstand mellem Jan Mayen og Svalbard gjorde administrationen vanskelig. Det betød, at det administrative ansvar for Jan Mayen den 1. januar 1995 blev overdraget til Fylkesmannen i Nordland. Titlen bruges ikke længere i Norge, efter embedet som sysselmand på Svalbard, oprettet 1. juli 1925, blev omdøbt fra 1. juli 2021 til Sysselmesteren på Svalbard.
På Færøerne bruges titlen sysselmand (færøsk: sylsulamaður), svarende til en norsk politimand.